# ケニー・アスチャー
ケニー・アスチャー（Kenny Ascher、1944年10月26日 - ）は、アメリカ合衆国のジャズ・ピアニストにして、作曲家、編曲家。
映画『マペットの夢みるハリウッド』ではポール・ウィリアムズとともに劇中歌「レインボー・コネクション」を作曲している。本作にてゴールデングローブ賞やアカデミー賞にノミネートされた。他にも映画音楽やミュージカルなどに携わっている。

## フィルモグラフィ
- 『スター誕生』 - A Star is Born (1976年)
- 『マペットの夢みるハリウッド』 - The Muppet Movie (1979年)

## ディスコグラフィ

### リーダー・アルバム
- Switched-On Rock (1969年、Columbia) ※The Moog Machine名義
- Christmas Becomes Electric (1970年、Columbia) ※The Moog Machine名義